# Dvorakova poenostavljena tipkovnica
Dvorakova poenostavljena tipkovnica je razporeditev tipk, ki sta jo leta 1936 patentirala August Dvorak in njegov svak William Dealey. V nadaljnjih letih je ekipa pod vodstvom Dvoraka oz. Ameriškega državnega inštituta za standarde, oblikovala nekaj sprememb. Te variacije so bile posamično ali skupno imenovane "poenostavljena tipkovnica", ampak so bile kasneje najbolj poznane pod imenom "Dvorakova tipkovnica" oz. "Dvorakova razopreditev tipk". Dvorakovi zagovorniki trdijo, da njegova razporeditev tipk, v primerjavi s tipkovnico QWERTY, opušča večje premike prstov, pospeši hitrost tipkanja in zmanjša napake pri pisanju. Zmanjšanje prstne razdalje je sprva omogočalo hitrejše pisanje, kasneje pa so ugotovili, da zmanjšuje ponavljajoče poškodbe pri pritiskanju.
Čeprav je Dvorakovi poenostavljeni tipkovnici spodletelo izpodriniti QWERTY tipkovnico, večina večjih modernih operacijskih sistemov (kot so Microsoft Windows, GNU/Linux, Mac OS X in BSD) omogoča nastavitev Dvorakove postavitve tipk.